# Drużynowe Mistrzostwa Polski na Żużlu 2024
Drużynowe Mistrzostwa Polski na Żużlu 2024 – 77. edycja Drużynowych Mistrzostw Polski, organizowanych przez Polski Związek Motorowy.
W sezonie 2024 organem zarządzającym I ligą żużlową została spółka związana z PGE Ekstraligą. Spowodowało to zmianę nazw I ligi na Metalkas 2. Ekstraligę oraz II ligi na Krajową Ligę Żużlową.

## PGE Ekstraliga

### Tabela
| Msc | Drużyna                           | M. | Z. | R. | P. | Pkt | Bon | Razem | +/–  |
| --- | --------------------------------- | -- | -- | -- | -- | --- | --- | ----- | ---- |
| 1   | Orlen Oil Motor Lublin            | 14 | 12 | 0  | 2  | 24  | 7   | 31    | +162 |
| 2   | Betard Sparta Wrocław             | 14 | 7  | 1  | 6  | 15  | 4   | 19    | +30  |
| 3   | ebut.pl Stal Gorzów Wielkopolski  | 14 | 8  | 0  | 6  | 16  | 3   | 19    | –37  |
| 4   | KS Apator Toruń                   | 14 | 6  | 0  | 8  | 12  | 3   | 15    | –7   |
| 5   | ZOOleszcz GKM Grudziądz           | 14 | 6  | 0  | 8  | 12  | 2   | 14    | –58  |
| 6   | NovyHotel Falubaz Zielona Góra    | 14 | 4  | 2  | 8  | 10  | 3   | 13    | –33  |
| 7   | Krono-Plast Włókniarz Częstochowa | 14 | 4  | 2  | 8  | 10  | 2   | 12    | –50  |
| 8   | Fogo Unia Leszno                  | 14 | 5  | 1  | 8  | 11  | 0   | 11    | –87  |

M. – liczba meczów, Z. – liczba zwycięstw, R. – liczba remisów, P. – liczba porażek,
Pkt. – liczba punktów, Bon. – liczba bonusów, Razem – suma Pkt. i Bon.,
+/– – różnica między zdobytymi i straconymi punktami biegowymi.

### Wyniki
| —   | CZĘ   | GOR   | GRU   | LES   | LUB   | TOR   | WRO   | ZIE   |
| --- | ----- | ----- | ----- | ----- | ----- | ----- | ----- | ----- |
| CZĘ | —     | 41:48 | 51:39 | 47:43 | 39:51 | 50:40 | 45:45 | 45:45 |
| GOR | 48:42 | —     | 0:0   | 53:37 | 34:56 | 51:39 | 55:35 | 48:42 |
| GRU | 60:30 | 46:44 | —     | 54:35 | 38:52 | 47:42 | 51:39 | 47:43 |
| LES | 47:43 | 53:37 | 47:43 | —     | 40:50 | 56:34 | 47:43 | 45:45 |
| LUB | 48:42 | 55:35 | 40:20 | 55:35 | —     | 53:37 | 50:40 | 56:34 |
| TOR | 49:41 | 40:50 | 54:36 | 59:31 | 48:42 | —     | 52:38 | 46:44 |
| WRO | 54:36 | 56:34 | 53:37 | 57:33 | 49:41 | 48:42 | —     | 47:41 |
| ZIE | 37:52 | 41:49 | 48:42 | 53:37 | 43:47 | 46:44 | 50:40 | —     |

### Play-Off
Mecze ćwierćfinałowe rundy play-off rozegrane zostały w dniach 23–25 sierpnia oraz 1 września, półfinały – 8, 13 oraz 25 września. Runda finałowa, w której wyłoniony został zdobywca trzeciego miejsca wraz ze zwycięzcą ligi, odbyła się w dniach 20–22 września i 29 września.
| Tabela meczów ćwierćfinałowych | Tabela meczów ćwierćfinałowych   | Tabela meczów ćwierćfinałowych | Tabela meczów ćwierćfinałowych | Tabela meczów ćwierćfinałowych | Tabela meczów ćwierćfinałowych | Tabela meczów ćwierćfinałowych | Tabela meczów ćwierćfinałowych |
| Msc                            | Drużyna                          | M                              | Z                              | R                              | P                              | Pkt                            | M. pkt                         |
| ------------------------------ | -------------------------------- | ------------------------------ | ------------------------------ | ------------------------------ | ------------------------------ | ------------------------------ | ------------------------------ |
| 1                              | Orlen Oil Motor Lublin           | 2                              | 2                              | 0                              | 0                              | 4                              | 112                            |
| 2                              | Betard Sparta Wrocław            | 2                              | 2                              | 0                              | 0                              | 4                              | 99                             |
| 3                              | ebut.pl Stal Gorzów Wielkopolski | 2                              | 2                              | 0                              | 0                              | 4                              | 99                             |
| 4                              | KS Apator Toruń                  | 2                              | 0                              | 0                              | 2                              | 0                              | 81                             |
| 5                              | ZOOleszcz GKM Grudziądz          | 2                              | 0                              | 0                              | 2                              | 0                              | 81                             |
| 6                              | NovyHotel Falubaz Zielona Góra   | 2                              | 0                              | 0                              | 2                              | 0                              | 67                             |

| Drużyna 1                        | Wynik dwumeczu | Drużyna 2                        | Pierwszy mecz | Drugi mecz   |
| Ćwierćfinały                     | Ćwierćfinały   | Ćwierćfinały                     | Ćwierćfinały  | Ćwierćfinały |
| -------------------------------- | -------------- | -------------------------------- | ------------- | ------------ |
| NovyHotel Falubaz Zielona Góra   | 67:112         | Orlen Oil Motor Lublin           | 35:54         | 32:58        |
| ZOOleszcz GKM Grudziądz          | 81:99          | Betard Sparta Wrocław            | 40:50         | 41:49        |
| KS Apator Toruń (LL)             | 81:99          | ebut.pl Stal Gorzów Wielkopolski | 42:48         | 39:51        |
| Półfinały                        |                |                                  |               |              |
| KS Apator Toruń                  | 82:98          | Orlen Oil Motor Lublin           | 51:39         | 31:59        |
| ebut.pl Stal Gorzów Wielkopolski | 84:96          | Betard Sparta Wrocław            | 44:46         | 40:50        |
| Mecz o 3. miejsce                |                |                                  |               |              |
| ebut.pl Stal Gorzów Wielkopolski | 79:100         | KS Apator Toruń                  | 43:46         | 36:54        |
| Finał                            |                |                                  |               |              |
| Betard Sparta Wrocław            | 81:99          | Orlen Oil Motor Lublin (M)       | 43:47         | 38:52        |

Oznaczenia: (M) – tytuł mistrzowski, (LL) – lucky loser.

### Statystyki
| Msc. | Żużlowiec             | Wiek | M. | B.  | Pkt. | Bon. | Razem | Śr. bieg. | KSM |
| ---- | --------------------- | ---- | -- | --- | ---- | ---- | ----- | --------- | --- |
| 1    | Artiom Łaguta         | 33   | 20 | 104 | 244  | 12   | 256   | 2,462     | –   |
| 2    | Bartosz Zmarzlik      | 29   | 20 | 93  | 216  | 9    | 225   | 2,419     | –   |
| 3    | Leon Madsen           | 36   | 14 | 77  | 179  | 7    | 186   | 2,416     | –   |
| 4    | Robert Lambert        | 26   | 20 | 108 | 232  | 14   | 246   | 2,278     | –   |
| 5    | Janusz Kołodziej      | 40   | 9  | 36  | 75   | 4    | 79    | 2,194     | –   |
| 6    | Emil Sajfutdinov      | 34   | 19 | 89  | 186  | 9    | 195   | 2,191     | –   |
| 7    | Martin Vaculik        | 34   | 18 | 93  | 188  | 12   | 200   | 2,151     | –   |
| 8    | Michael Jepsen Jensen | 32   | 9  | 45  | 89   | 6    | 95    | 2,111     | –   |
| 9    | Anders Thomsen        | 30   | 19 | 94  | 186  | 11   | 197   | 2,096     | –   |
| 10   | Dominik Kubera        | 25   | 20 | 95  | 180  | 19   | 199   | 2,095     | –   |

Wiek według roku urodzenia. Żużlowcy do 21 lat - młodzieżowcy (inaczej juniorzy),
M. - liczba meczów, B. - liczba biegów, Pkt. - liczba punktów, Bon. - liczba bonusów,
Razem - suma Pkt. i Bon., Śr. bieg. - iloraz Razem przez B., KSM - iloczyn Śr. bieg. bez Bon. razy 4,
Msc. - miejsce na liście klasyfikacyjnej, nsk - żużlowiec niesklasyfikowany
Stan na dzień 2024-10-07

## Metalkas 2. Ekstraliga

### Tabela
| Msc | Drużyna                          | M. | Z. | R. | P. | Pkt | Bon | Razem | +/–  |
| --- | -------------------------------- | -- | -- | -- | -- | --- | --- | ----- | ---- |
| 1   | Arged Malesa Ostrów Wielkopolski | 14 | 11 | 0  | 3  | 22  | 6   | 28    | +128 |
| 2   | Abramczyk Polonia Bydgoszcz      | 14 | 10 | 0  | 4  | 20  | 7   | 27    | +161 |
| 3   | Innpro ROW Rybnik                | 14 | 9  | 0  | 5  | 18  | 5   | 23    | +63  |
| 4   | Cellfast Wilki Krosno            | 14 | 8  | 0  | 6  | 16  | 3   | 19    | –20  |
| 5   | #OrzechowaOsada PSŻ Poznań       | 14 | 7  | 1  | 6  | 15  | 3   | 18    | –16  |
| 6   | H. Skrzydlewska Orzeł Łódź       | 14 | 5  | 0  | 9  | 10  | 3   | 13    | –54  |
| 7   | Texom Stal Rzeszów               | 14 | 4  | 0  | 10 | 8   | 1   | 9     | –80  |
| 8   | Energa Wybrzeże Gdańsk           | 14 | 1  | 1  | 12 | 3   | 0   | 3     | –182 |

M. – liczba meczów, Z. – liczba zwycięstw, R. – liczba remisów, P. – liczba porażek,
Pkt. – liczba punktów, Bon. – liczba bonusów, Razem – suma Pkt. i Bon.,
+/– – różnica między zdobytymi i straconymi punktami biegowymi.

### Wyniki
| —   | BYD   | GDA   | KRO   | ŁÓD   | OST   | POZ   | RYB   | RZE   |
| --- | ----- | ----- | ----- | ----- | ----- | ----- | ----- | ----- |
| BYD | —     | 60:30 | 59:31 | 57:33 | 51:38 | 55:35 | 61:29 | 52:37 |
| GDA | 21:27 | —     | 43:47 | 41:49 | 38:50 | 41:49 | 31:59 | 48:41 |
| KRO | 48:42 | 57:33 | —     | 49:41 | 41:49 | 55:35 | 47:43 | 40:50 |
| ŁÓD | 46:44 | 49:41 | 50:40 | —     | 39:51 | 41:48 | 39:50 | 61:29 |
| OST | 51:39 | 57:32 | 55:33 | 47:43 | —     | 43:47 | 62:28 | 47:43 |
| POZ | 48:42 | 45:45 | 44:46 | 51:39 | 40:50 | —     | 42:48 | 45:44 |
| RYB | 41:48 | 56:34 | 56:34 | 54:36 | 51:39 | 52:38 | —     | 49:40 |
| RZE | 21:33 | 52:38 | 39:51 | 54:36 | 38:52 | 36:54 | 46:44 | —     |

### Play-Off
Pierwsze mecze ćwierćfinałowe rundy play-off rozegrane zostały w dniach 17–18 sierpnia 2024 roku, natomiast mecze rewanżowe 25 sierpnia, półfinały – w terminach 31 sierpnia – 1 września oraz 7–8 września, a finały – w dniach 20 i 22 września.
| Tabela meczów ćwierćfinałowych | Tabela meczów ćwierćfinałowych   | Tabela meczów ćwierćfinałowych | Tabela meczów ćwierćfinałowych | Tabela meczów ćwierćfinałowych | Tabela meczów ćwierćfinałowych | Tabela meczów ćwierćfinałowych | Tabela meczów ćwierćfinałowych |
| Msc                            | Drużyna                          | M                              | Z                              | R                              | P                              | Pkt                            | M. pkt                         |
| ------------------------------ | -------------------------------- | ------------------------------ | ------------------------------ | ------------------------------ | ------------------------------ | ------------------------------ | ------------------------------ |
| 1                              | Arged Malesa Ostrów Wielkopolski | 2                              | 2                              | 0                              | 0                              | 4                              | 99                             |
| 2                              | Innpro ROW Rybnik                | 2                              | 1                              | 0                              | 1                              | 2                              | 95                             |
| 3                              | #OrzechowaOsada PSŻ Poznań       | 2                              | 1                              | 0                              | 1                              | 2                              | 90                             |
| 4                              | Abramczyk Polonia Bydgoszcz      | 2                              | 1                              | 0                              | 1                              | 2                              | 88                             |
| 5                              | Cellfast Wilki Krosno            | 2                              | 1                              | 0                              | 1                              | 2                              | 85                             |
| 6                              | H. Skrzydlewska Orzeł Łódź       | 2                              | 0                              | 0                              | 2                              | 0                              | 81                             |

| Drużyna 1                   | Wynik dwumeczu | Drużyna 2                        | Pierwszy mecz | Drugi mecz   |
| Ćwierćfinały                | Ćwierćfinały   | Ćwierćfinały                     | Ćwierćfinały  | Ćwierćfinały |
| --------------------------- | -------------- | -------------------------------- | ------------- | ------------ |
| H. Skrzydlewska Orzeł Łódź  | 81:99          | Arged Malesa Ostrów Wielkopolski | 42:48         | 39:51        |
| #OrzechowaOsada PSŻ Poznań  | 90:88          | Abramczyk Polonia Bydgoszcz (LL) | 52:37         | 38:51        |
| Cellfast Wilki Krosno       | 85:95          | Innpro ROW Rybnik                | 46:44         | 39:51        |
| Półfinały                   |                |                                  |               |              |
| #OrzechowaOsada PSŻ Poznań  | 87:93          | Innpro ROW Rybnik                | 43:47         | 44:46        |
| Abramczyk Polonia Bydgoszcz | 96:84          | Arged Malesa Ostrów Wielkopolski | 54:36         | 42:48        |
| Finał                       |                |                                  |               |              |
| Innpro ROW Rybnik (M) (A)   | 91:89          | Abramczyk Polonia Bydgoszcz      | 50:40         | 41:49        |

Oznaczenia: (M) – tytuł mistrzowski, (LL) – lucky loser, (A) – awans do PGE Ekstraligi 2025.

### Statystyki
| Msc. | Żużlowiec            | Wiek | M. | B. | Pkt. | Bon. | Razem | Śr. bieg. | KSM |
| ---- | -------------------- | ---- | -- | -- | ---- | ---- | ----- | --------- | --- |
| 1    | Brady Kurtz          | 27   | 20 | 97 | 222  | 11   | 233   | 2,402     | –   |
| 2    | Krzysztof Buczkowski | 38   | 20 | 94 | 215  | 6    | 221   | 2,351     | –   |
| 3    | Gleb Czugunow        | 24   | 18 | 83 | 177  | 9    | 186   | 2,241     | –   |
| 4    | Ryan Douglas         | 31   | 18 | 88 | 184  | 11   | 195   | 2,216     | –   |
| 5    | Chris Holder         | 36   | 18 | 93 | 185  | 17   | 202   | 2,172     | –   |
| 6    | Aleksandr Łoktajew   | 30   | 18 | 95 | 194  | 9    | 203   | 2,137     | –   |
| 7    | Nicki Pedersen       | 47   | 14 | 68 | 139  | 6    | 145   | 2,132     | –   |
| 8    | Dimitri Berge        | 28   | 11 | 49 | 96   | 8    | 104   | 2,122     | –   |
| 9    | Frederik Jakobsen    | 26   | 18 | 88 | 169  | 17   | 186   | 2,114     | –   |
| 10   | Kai Huckenbeck       | 31   | 20 | 91 | 168  | 21   | 189   | 2,077     | –   |

Wiek według roku urodzenia. Żużlowcy do 21 lat - młodzieżowcy (inaczej juniorzy),
M. - liczba meczów, B. - liczba biegów, Pkt. - liczba punktów, Bon. - liczba bonusów,
Razem - suma Pkt. i Bon., Śr. bieg. - iloraz Razem przez B., KSM - iloczyn Śr. bieg. bez Bon. razy 4,
Msc. - miejsce na liście klasyfikacyjnej, nsk - żużlowiec niesklasyfikowany
Stan na dzień 2024-09-22

## Krajowa Liga Żużlowa

### Tabela
| Msc | Drużyna                      | M. | Z. | R. | P. | Pkt | Bon | Razem | +/–  |
| --- | ---------------------------- | -- | -- | -- | -- | --- | --- | ----- | ---- |
| 1   | Ultrapur Start Gniezno       | 10 | 8  | 0  | 2  | 16  | 5   | 21    | +94  |
| 2   | Unia Tarnów                  | 10 | 6  | 0  | 4  | 12  | 4   | 16    | +55  |
| 3   | Polonia Piła                 | 10 | 4  | 0  | 6  | 8   | 3   | 11    | +18  |
| 4   | OK Kolejarz Opole            | 10 | 5  | 0  | 5  | 10  | 1   | 11    | –39  |
| 5   | Optibet Lokomotiv Daugavpils | 10 | 4  | 0  | 6  | 8   | 2   | 10    | –23  |
| 6   | Trans MF Landshut Devils     | 10 | 3  | 0  | 7  | 6   | 0   | 6     | –105 |

M. – liczba meczów, Z. – liczba zwycięstw, R. – liczba remisów, P. – liczba porażek,
Pkt. – liczba punktów, Bon. – liczba bonusów, Razem – suma Pkt. i Bon.,
+/– – różnica między zdobytymi i straconymi punktami biegowymi.

### Wyniki
| —   | DAU   | GNI   | LAN   | OPO   | PIŁ   | TAR   |
| --- | ----- | ----- | ----- | ----- | ----- | ----- |
| DAU | —     | 51:39 | 52:37 | 54:36 | 53:36 | 44:45 |
| GNI | 56:34 | —     | 55:35 | 53:37 | 49:41 | 49:41 |
| LAN | 48:42 | 32:58 | —     | 38:51 | 42:48 | 47:42 |
| OPO | 48:42 | 41:49 | 54:36 | —     | 46:44 | 49:41 |
| PIŁ | 58:32 | 44:46 | 44:46 | 54:36 | —     | 50:39 |
| TAR | 57:33 | 47:43 | 40:20 | 58:32 | 51:39 | —     |

### Play-Off
Pierwsze mecze półfinałowe rundy play-off rozegrane zostały w dniach 17–18 sierpnia 2024 roku, natomiast mecze rewanżowe w dniach 25 sierpnia i 1 września. Finały odbyły się 7 oraz 22 września.
| Drużyna 1              | Wynik dwumeczu | Drużyna 2              | Pierwszy mecz | Drugi mecz |
| Półfinały              | Półfinały      | Półfinały              | Półfinały     | Półfinały  |
| ---------------------- | -------------- | ---------------------- | ------------- | ---------- |
| OK Kolejarz Opole      | 81:99          | Ultrapur Start Gniezno | 44:46         | 37:53      |
| Polonia Piła           | 80:100         | Unia Tarnów            | 38:52         | 42:48      |
| Finał                  |                |                        |               |            |
| Ultrapur Start Gniezno | 86:93          | Unia Tarnów (M) (A)    | 38:51         | 48:42      |

Oznaczenia: (M) – tytuł mistrzowski, (A) – awans do Metalkas 2. Ekstraligi 2025.

### Statystyki
| Msc. | Żużlowiec           | Wiek | M. | B. | Pkt. | Bon. | Razem | Śr. bieg. | KSM |
| ---- | ------------------- | ---- | -- | -- | ---- | ---- | ----- | --------- | --- |
| 1    | Timo Lahti          | 32   | 13 | 63 | 144  | 5    | 149   | 2,365     | –   |
| 2    | Sam Masters         | 33   | 14 | 67 | 148  | 5    | 153   | 2,284     | –   |
| 3    | Robert Chmiel       | 26   | 12 | 66 | 148  | 2    | 150   | 2,273     | –   |
| 4    | Adam Ellis          | 28   | 9  | 44 | 89   | 11   | 100   | 2,273     | –   |
| 5    | David Bellego       | 31   | 13 | 64 | 127  | 11   | 138   | 2,156     | –   |
| 6    | Kim Nilsson         | 34   | 9  | 42 | 82   | 8    | 90    | 2,143     | –   |
| 7    | Kevin Fajfer        | 26   | 14 | 68 | 134  | 8    | 142   | 2,088     | –   |
| 8    | Marko Łewiszyn      | 24   | 14 | 68 | 132  | 10   | 142   | 2,088     | –   |
| 9    | Mathias Pollestad   | 20   | 7  | 34 | 63   | 7    | 70    | 2,059     | –   |
| 10   | Daniils Kolodinskis | 24   | 10 | 53 | 101  | 6    | 107   | 2,019     | –   |

Wiek według roku urodzenia. Żużlowcy do 21 lat - młodzieżowcy (inaczej juniorzy),
M. - liczba meczów, B. - liczba biegów, Pkt. - liczba punktów, Bon. - liczba bonusów,
Razem - suma Pkt. i Bon., Śr. bieg. - iloraz Razem przez B., KSM - iloczyn Śr. bieg. bez Bon. razy 4,
Msc. - miejsce na liście klasyfikacyjnej, nsk - żużlowiec niesklasyfikowany
Stan na dzień 2023-09-22